# Acetilentetrabromid
Acetilentetrabromid (CHBr2CHBr2) je rumenkasta tekočina z ostrim vonjem, podobno kot kafra. Draži kožo. Zaužitje ali vdihavanje lahko povzroči draženje ali narkotične učinke. Kronična izpostavljenost lahko poškoduje jetra. Je  negorljiva. Sproščaja vnetljive in strupene hlape. Je veliko gostejša od vode. Uporablja se kot topilo za masti, olja in voski. 
Ob vdihu hlapov acetilentetrabromida je potrebno uporabiti respirator ter zagotoviti nujno takojšnjo zdravniško pomoč. 
Acetilentetrabromid postane ob segretju nestabilen. Ohladimo vsa prizadeta območja z velikimi količinami vode. Požar se gasi iz čim večje razdalje, kot je mogoče, pri čemer se uporablja sredstva, primernima za gašenje nevarnih tekočin (snov sama po sebi ne gori). 

## Obstojnost in reaktivnost
Acetilentetrabromid ni topen v vodi. Je nezdružljiv z močnimi spojinami in kemičnimi aktivnimi kovinami. Je nezdružljiv z vročim železom, aluminijem in cinkom v prisotnosti pare. Manj reagira z magnezijem. Zmehča ali uniči večino plastike in gume. Pri segrevanju se sproščajo zelo strupeni hlapi.